# Rot, Weiß & Blau
Rot, Weiß & Blau (orig. Red, White & Blue: Finding Out the Hard Way) ist ein 1996 erschienenes Jugendbuch von dem englischen Autor Robert Leeson. Die deutsche Ausgabe erschien 1997.

## Handlung
Der elfjährige Wain, von Gawain (benannt nach dem Artusritter Gawain), bekommt von seinen Großeltern Briefpapier in den britischen Nationalfarben Rot, Weiß und Blau geschenkt. Zunächst findet er es albern, doch dann findet er es recht praktisch und beginnt in den Blättern zu schreiben.
Das weiße Papier:
Die benutzt Wain für das Schulprojekt „Projekt Brieffreundschaft“.
Das rote Papier:
Darin beschreibt er sein Leben. Er lebt mit seiner Mutter und seinem älteren Bruder Lance (benannt nach Lancelot) und macht sich bereit in seine neue Schule zu gehen. Sein Vater war in den Falklandkrieg gezogen, bevor Wain auf die Welt kam und gilt als verschollen. Zunächst fällt es Wain schwer sich an die neue Schule zu gewöhnen und doch findet er Freunde und muss lernen was Vertrauen heißt.
Das blaue Papier:
Unter dem Pseudonym Gaw Penhallon schreibt Wain seine Fantasygeschichte „Zur Rettung Sylvaniens“.
Sylvanien wird von dem grausamen Tauro bedroht, der von Königin Sylva verlangt, dass sie ihn heiratet. Die einzige Hoffnung Sylvanien zu retten ist das verschollene Zauberschwert Exordo. Sylva schickt ihren ältesten Sohn Prinz Tancelo mitsamt einer Ritterschar in die Welt, um Exordo zu finden und Sylvanien zu befreien. Doch Tancelos jüngerer Bruder Prinz Ingawa nimmt zusammen mit seinen Mitstreiter Maghra machen sich auch auf die Suche nach Exordo.

## Nominierung
Das Buch wurde 1998 für den Deutschen Jugendliteraturpreis nominiert.